# Plestiodon parviauriculatus
Plestiodon parviauriculatus är en ödleart som beskrevs av  Taylor 1933. Plestiodon parviauriculatus ingår i släktet Plestiodon och familjen skinkar. IUCN kategoriserar arten globalt som otillräckligt studerad. Inga underarter finns listade i Catalogue of Life.